# TuttoMotoriWeb
TuttoMotoriWeb è un sito web di proprietà di Web365 s.r.l.

## Storia
TuttoMotoriWeb viene fondata il 28 febbraio 2011 con il sito tuttomotoriweb.com, che in breve tempo diventa un punto di riferimento per tutti gli appassionati di Formula 1, MotoGP, Superbike, MXGP, WRC, Formula E ed automotive. Ad assumerne la direzione è Luigi Ciamburro, che passa poi il testimone a Fabrizio Corgnati nel 2019.
Negli anni il sito si distingue con interviste ad importanti personaggi del mondo dei motori come Andrea Dovizioso, Alex Marquez, Felipe Massa, Luca Marini, Giacomo Agostini, Carmelo Ezpeleta, Antonio Giovinazzi, Giancarlo Minardi, Mick Schumacher, Valentino Rossi, Marc Marquez, Tony Cairoli e tanti altri.
A partire da dicembre 2020 il sito cambia in tuttomotoriweb.it con una grafica rinnovata e un nuovo logo. Da gennaio 2022 invece ad assumere la guida di TuttoMotoriWeb è Antonio Russo, già precedentemente redattore nella medesima testata, con alle spalle un passato a Motorsport.com e a Fox Sports Italia.